# Franz Dibelius
Franz Wilhelm Dibelius (6. ledna 1847 Prenzlau – 20. ledna 1924 Drážďany) byl německý protestantský teolog. Byl otcem teologa Martina Dibelia (1883–1947) a strýcem teologa Otto Dibelia (1880–1967).
Studoval na univerzitě v Halle, kde roku 1871 získal tzv. teologickou licenci. O dva roky později (1873) se habilitoval pro obor církevních dějin a během následujícího roku se stal farářem v Anenském kostele (Annenkirche) v Drážďanech. V roce 1884 byl jmenován farářem v kostele svatého Kříže v Drážďanech a poté byl roku 1910 jmenován Oberhofprediger a místopředsedou Landeskonsistorium (zemské konzistoře).
Byl zakladatelem Společnosti pro saské církevní dějiny (Gesellschaft für Sächsische Kirchengeschichte ) a v roce 1893 se stal radou drážďanské pobočky spolku Gustava Adolfa (GAV/W). Od roku 1882 byl spolu s luteránským teologem Gotthardem Victorem Lechlerem redaktorem Beiträge zur sachsischen Kirchengeschichte („Příspěvky k saské církevní historii“).

## Vybraná díla
- Gottfried Arnold : sein Leben und seine Bedeutung für Kirche und Theologie. Eine kirchenhistorische Monographie , (1873) – Gottfried Arnold : jeho život a jeho význam pro církev a teologii.
- Die einführung der reformation v Drážďanech; aus anlass der erinnerungsfeier im jahre 1889, (1889) – Zavedení reformace v Drážďanech.
- Die Bernwardstür zu Hildesheim, 1907 – Bernwardovy dveře z Hildesheimu[4]